# بطولة أمم أوروبا تحت 17 سنة 2023
بطولة أمم أوروبا تحت 17 سنة 2023 (بالإنجليزية: 2023 UEFA European Under-17 Championship) (المعروفة أيضًا باسم بطولة أمم أوروبا تحت 17 سنة 2023) هي البطولة العشرين من بطولة أمم أوروبا تحت 17 سنة (النسخة 39 إذا تم تضمين عصر تحت 16 سنة أيضًا)، البطولة الدولية السنوية لكرة القدم للشباب التي ينظمها الاتحاد الأوروبي لكرة القدم للمنتخبات الوطنية للرجال تحت 17 سنة في أوروبا. استضافت المجر البطولة. شارك في البطولة 16 فريقًا، واللاعبون المولودون في 1 يناير 2006 أو بعده مؤهلون للمشاركة.
فرنسا، بعد أن فازت باللقب في عام 2022، دخلت بصفتها حاملة اللقب، لكنها خسرت في النهائي أمام ألمانيا، التي فازت بلقبها الرابع.